# Hamlet
Hamlet je tragedija Williama Shakespearea, jedna od njegovih najpoznatijih i najizvođenijih tragedija na pozornicama širom svijeta. Napisana je u periodu između 1600. i ljeta 1602. godine, u drugom razdoblju Shakespearova stvaralaštva. Legenda o Hamletu spominje se već u 9. stoljeću i potječe iz drevnih skandinavskih saga, a zapisao ju danski pjesnik i povjesničar Saxo Gramaticus u 13. stoljeću. Neposrednim izvorom za Saxova Hamleta smatra se nepronađena drama Ur-Hamlet (Pra-Hamlet) engleskog pisca Thomasa Kyda. Sama tragedija komponirana je u 5 činova, a zapisana u obliku prave studije čovjekove prirode, njegova morala i ponašanja. Shakespeare stvara potkraj renesanse, u vrijeme kad se mijenja čovjekov svjetonazor, kada čovjek traži istinu.
Mjesto radnje je Danska, kraljevski dvorac Elsinore, 16./17.st. Glavni lik je Hamlet, danski kraljević.

## Obrada

#### Kratak sadržaj
Hamletov je otac umro,a majka se nakon dva mjeseca udaje za Klaudija, Hamletova strica i brata pokojnoga muža. Hamlet, koji jako tuguje za ocem, kudi svoju majku što je tako brzo pošla za strica, ali istovremeno zna da mora šutjeti. Stražari mu javljaju da su vidjeli Duha pa i Hamlet odlazi da se u to uvjeri. Duh govori Hamletu da ga osveti - osuđen je obilaziti noću, a danju biti u ognju sve dok ga plamen ne očisti od grijeha koje je počinio. Hamlet saznaje da je njegov otac zapravo ubijen, iako su u cijeloj Danskoj razglasili da ga je u vrtu ujela zmija. Zapravo mu je Klaudije, njegov brat, sasuo tisov sok u uho te ga grešnog umorio. Duh ga traži osvetu, a govori mu da i majku prepusti nebu. Hamlet traga za istinom te počinje hiniti ludilo, koje najviše pogađa mladu Ofeliju koja je u njega zaljubljena. Greškom ubija Polonija, Ofelijina i Laertova oca. Uvjerava se u riječi duha kada daje glumcima, koji slučajno dolaze do dvora, da odglume scenu sličnu ubojstvu njegova oca te upozorava svog prijatelja Horacija da pripazi na Klaudijevo ponašanje. Nakon predstave uvjerava se u Klaudijevu krivnju. Kralj ga na prevaru šalje u Englesku, da bi umro, ali Hamlet to otkriva i vraća se u Dansku na dan pogreba Ofelije, koja se zbog nesretnih okolnosti ubila. Hamlet i Horacije razgovaraju s grobarima. Laert, Ofelijin brat, krivi Hamleta za sestrinu i očevu smrt i želi se osvetiti. Poziva Hamleta na dvoboj. Laert i Klaudije odluče prevariti Hamleta. Laertov mač je otrovan, a kao dodatno sredstvo ubojstva pripremljen je i pehar s otrovanim vinom. Laert rani Hamleta, ali u dvoboju su mačevi zamijenjeni. Hamlet rani Laerta. Kraljica u međuvremenu uzima pehar s otrovanim vinom, kako bi nazdravila Hamletu, i pada mrtva. Hamlet u bijesu, bez planiranja, probada kralja. Kralj umire, Laert umire i na kraju Hamlet. Ulazi Fortinbras, koji ima prava na kraljevstvo, čudi se tolikim ubojstvima. Odlučuje dati počast Hamletu i tragedija završava posmrtnom koračnicom.

#### Glavni lik
- na početku drame prikazan je kao idealni renesansni čovjek (učen, plemenit, vješt na jeziku, uzorna vladanja, lijepa izgleda)
- renesansna harmonija Hamletova lika narušena je pojavom duha danskog kralja i Hamletovog oca koji od Hamleta traži da kazni njegovog ubojicu i brata, sadašnjeg      kralja Klaudija, za kojeg se Hamletova majka Gertruda udala neposredno nakon smrti svoga muža
- Hamlet je plemenit lik, osjetljiv na nepravdu i Duhu obećava brzu osvetu, no istodobno sumnja i odgađa njezino izvršenje (glumi ludilo, priprema predstavu "Gonzagino ubojstvo" – takozvanu Mišolovku kojom se želi uvjeriti u kraljevu krivicu, ne želi ubiti kralja pri molitvi...)

#### Dramski sukobi
1. sukob: Hamlet - Klaudije
  - Klaudije je ubojica čiji zločin mora biti kažnjen
  - on je i također loš vladar jer njegovim dvorom vladaju udvorništvo i spletke (planira uz pomoću svojih dvorjanki izvršiti Hamletovo ubojstvo)
  - citat: "nešto je trulo u državi Danskoj"
2. sukob: Hamlet - majka
  - Hamlet prezire svoju majku jer je izdala njegova oca i svoj prijezir prema njoj prenosi na cijeli ženski rod
  - odraz njegova razočaranja majkom vidi se u njegovom odnosu prema Ofeliji koju dovodi do ludila i tjera u smrt
  - citat: "Krhkosti, ime ti je žena"
3. sukob: Hamlet - svijet/čovjek
  - Hamlet živi u nesavršenom svijetu u kojem vladaju nepravda, zavjera, licemjerje, laž, preljub, ubojstvo, vlastoljublje...
  - u monolozima Hamlet razmišlja o osnovnim pitanjima ljudske egzistencije: o odnosu pravde i krivnje, života i smrti, ljubavi i mržnje, vjernosti i izdaje
  - Hamlet je duboko razočaran svijetom i čovjekom
4. unutrašnji Hamletov sukob
  - Hamlet jedini spoznaje pravu bit svijeta i čovjeka, ali istodobno je pun dvojbi kako se boriti protiv zla
  - preko obećanja danog Duhu želi ispraviti nepravdu u svijetu i kazniti zločin, ali je svjestan da za to mora počiniti novi zločin i zato je neodlučan
  - vrhunac unutrašnjih dvojbi Hamlet izražava monologom koji počinje s: "Biti ili ne biti - to je pitanje"
  - Hamlet pomišlja i na samoubojstvo, ali se boji smrti (onog nepoznatog)
  - zbog neodlučnosti, pasivnosti Hamlet je razočaran samim sobom

#### Završetak drame
Za Hamletovu dvojbu nema rješenja i drama završava tragično (Laert i Hamlet pogibaju u dvoboju, kraljica popije otrovano vino, kralj umire od uboda zatrovanog mača, Ofelija i njezin otac Polonije već su ranije tragično završili).

#### Poruka drame
Tragičan Hamletov završetak ukazuje na nemoć pojedinca da iskorijeni zlo u svijetu, ali preko Hamletova prijatelja Horacija i preko lika mladog norveškog vladara Fortinbrasa istina i pravda ipak pobjeđuju (Hamlet na samrti traži da Horacije kaže svijetu istinu o zločinu koji je počinio Klaudije, a mladi Fortinbas će postati novi kralj čime će se ispraviti davno počinjena nepravda).

## Analiza djela
Tragedija postavlja pitanje biti ili ne biti koje je svako od nas barem nekada upotrijebio ili pak osjetio, otvara niz pitanja filozofskih misli i stvaralačkih mogućnosti. Govori o osveti i nevjerojatnoj borbi za očuvanjem ponosa. Hamlet je saznao da mu je stric ubio oca i tu počinju njegove borbe. Hamlet čak i svoju majku na neki način prezire jer je iznevjerila ljubav njegova oca i udala se za njegovu ubojicu. Prezire sve žene. Tada se Hamlet razočarao i u ljubav. Jednostavno ovo je tragedija koja preskače sve barijere onoga moralnog i upućuje na borbu sa samim sobom jer Hamletova najveća bitka je s njim samim i pitanjem u njemu biti ili ne biti, učiniti ili ne, ubiti ili ne.
Prvi nastup Hamleta na sceni, odjevena u crno, i koloristički odudara od sjaja, bljeska i bogatstva danskoga dvora, a njegov prvi solilokvij očituje mračno stanje njegove svijesti prije prvog susreta s Duhom; Hamlet razmišlja o samoubojstvu. Hamlet žali što je Bog zabranio samoubojstvo jer ne želi živjeti u svijetu koji mu se čini bljutav, dosadan i beskoristan, a kao razlog želje za smrću, posredno spominje očevu smrt, a neposredno i ponajviše majčinu prebrzu udaju za njegova strica, čin koji se, prema elizabetskim shvaćanjima smatrao incestom.
	"Do svog života uprav nimal ne držim."
	"Nema ničega, gospodine, od čega bi se radije želio oprostiti 
	- osim od svog života, osim od života, osim od života."
Solilokvij koji počinje pitanjem "Biti ili ne biti - to je pitanje" najpoznatiji je i najglasovitiji od svih Shakespareovih solilokvija, ali i od solilokvija svjetske dramske književnosti. Njegov početak "Biti ili ne biti" toliko je ušao u engleski standardni jezik i književnost, ali i u druge europske i svjetske jezike da ga često navode i ljudi koji dramu nisu ni pročitali. Upotrebljavaju ga u smislu “sad ili nikad”, “učiniti ili ne učiniti”, “živjeti ili umrijeti” i tome slično.
U samoslovu "Biti ili ne biti" Hamlet je zamjenice ja, moj, meni zamijenio imenicama mi, naš, nama, i tako poopćio svoj osobni slučaj, podigao ga na višu, općečovječansku razinu: svoju sudbinu izjednačio je sa sudbinama svih ljudi ovoga svijeta.
Izlaz iz životnih teškoća, razmišlja Hamlet, čovjek bi mogao potražiti u samoubojstvu, ali ga od takva očajničkog čina priječi strah od života poslije smrti "u zemlji neotkrivenoj iz koje se nijedan putnik ne vraća", a taj bi život mogao biti gori od ovoga sadašnjeg u kojemu čovjek mora trpjeti.
			“I bič i prezir svijeta
		Nepravdu silnika, od bahatog sramotu,
		Prezrenje ljubavi, odlaganje pravice,
		Na vlast bezočnost, i grube uvrede
		Što krotka zasluga ih od nevrijednih prima.”
I upravo na ovome mjestu, kada slušamo ili čitamo Hamletovo razmišljanje o strahu od budućega, zagrobnog života kao o razlogu odustajanja od samoubojstva, morali bismo se, svjesno ili nesvjesno, prisjetiti riječi Duha koji je sinu govorio o neopisivim mukama i strahotama na onome svijetu koje su mnogo gore od muka i strahota u čovjekovu zemaljskom životu.
Odgovoriti na pitanje o tomu što bi zapravo mogao značiti stih "Biti ili ne biti - to je pitanje", značilo bi otkriti srce Hamletove tajne, Hamletov rebus humanis, a to je nemoguće; no ipak je moguće naznačiti nekoliko od mnogobrojnih značenja koje taj stih sadržava i označuje, a koja nas mogu približiti spoznaji Hamletove dileme. Evo ih: ubiti ili ne ubiti (strica), odnosno počiniti ili ne počiniti; počiniti samoubojstvo ili ga ne počiniti; živjeti ili umrijeti, odnosno prihvatiti život onakav kakav jest ili ga ne prihvatiti. Stih "Biti ili ne biti" sadržava sva navedena značenja, ali i mnoga druga.
Hamlet ima i povod, volju, moć i sredstva da ubije Klaudija, ali to ipak ne čini "pušta da sve spava". A kako nigdje tijekom drame ne kaže ili ne daje do znanja da bi ga ikakve vanjske okolnosti mogle spriječiti u izvršenju osvete, uzroke njegove dvojbe valja tražiti u njemu samome, u njegovoj nutrini.
Da je to zaista tako, Shakespeare je pokazao na primjeru trojice mladića kojima je ubijen otac - Hamletu, Laertu, Fortinbrasu - upotrijebivši svoju prokušanu tehniku usporednih ili višestrukih zrcala. 
Jukstaponirajući, stavljajući u opoziciju, slučaj dvojice mladića kojima je ubijen otac, Hamleta i Learta, Shakespeare neizravno ali nedvosmisleno kaže: a što bi tek bio učinio prijestolonasljednik Hamlet, ljubimac danskoga puka, samo da je podignuo svoj mali prst. Ali Hamlet nije podigao svoj mali prst Hamlet nije mogao planirati umorstvo. Prema riječima engleskog pjesnika i kritika Coleridgea, Hamlet neprestano stvara odluke da nešto učini, a opet ne čini ništa osim što stvara odluke. Pa čak i onda, kad na kraju tragedije Hamlet ubija Kralja, ne ubija ga prema nekom planu, nego u nastupu gnjeva, otkrivši da ga je Kralj, namamivši ga u stupicu, dao otrovati.
Bez obzira prihvatimo li freudovsku interpretaciju Hamleta ili ne, nužno je spoznati da to djelo kao tragedija ni u kojem slučaju nije iscrpljeno tumačenjem motiva njegova junaka. Hamlet nije tek lik u nekoj kliničkoj povijesti bolesti, nego je tragični junak velikih i nezaboravnih razmjera. Njegov razvoj od tipičnog renesansnog uvjerenja da se svijet nekako može popraviti, pa do filozofskog, gotovo fatalističkog prihvaćanja ljudskih ograničenja, ljudskog neznanja i užasne činjenice smrtnosti, ne predstavlja samo kritiku svjetonazora ranije renesanse, već i misaoni komentar stanja čovjeka u sva vremena i na svim mjestima.

## Vanjske poveznice
- Projekt sveučilišta u Baselu  Arhivirana inačica izvorne stranice od 20. prosinca 2012. (Wayback Machine) (engl.)